# 阿部多津子
阿部多津子（あべ たづこ）は、日本の卓球選手。中央大学卒業。
全日本学生卓球選手権のダブルスで1971年、1973年と2度優勝、1972年の関東学生卓球選手権のシングルスでも優勝した。
1973年の世界卓球選手権サラエボ大会で枝野とみえとのペアでベスト4となった。
2006年、塩竈市から陸上競技の鈴木義博、バドミントンの平山優と共に名誉市民に選ばれた。